# 小行星6160
小行星6160（英語：6160 Minakata）是一颗围绕太阳公转的小行星。1993年5月15日，清水義定、浦田武在那智胜浦町发现了此天体。
这颗小行星的绝对星等为59.38686等。